# 卢塞纳 (巴西)
卢塞纳是巴西帕拉伊巴州的一个市镇。总面积89.202平方公里，总人口11275人，人口密度126.4人/平方公里。